# Andracydes transandinus
Andracydes transandinus is een keversoort uit de familie boktorren (Cerambycidae). De wetenschappelijke naam van de soort is voor het eerst geldig gepubliceerd in 1985 door Huedepohl.